# Aaron Stone
Aaron Stone è una serie televisiva prodotta dalla Disney mandata in onda in Italia in prima visione il 28 settembre 2009 alle 19.15 per l'inaugurazione del nuovo canale Disney XD. Negli Stati Uniti la prima messa in onda è stata il 13 febbraio 2009. Negli USA la seconda stagione va in onda il 24 febbraio 2010. In chiaro è trasmessa dal 17 gennaio 2013 su Italia 2.

## Trama
Aaron Stone è l'avatar del sedicenne Charlie Landers, il migliore giocatore del mondo di un gioco online chiamato Hero Rising. Un giorno il creatore del gioco gli chiede di diventare Aaron Stone nella vita reale per combattere il crimine. In ogni episodio ci sarà un'avventura nuova da affrontare.

## Episodi
| Stagione         | Episodi | Prima TV originale | Prima TV Italia |
| ---------------- | ------- | ------------------ | --------------- |
| Prima stagione   | 21      | 2009               | 2009            |
| Seconda stagione | 14      | 2010               | 2010-2011       |

## I personaggi

### Principali
- Kelly Blatz è Charlie Landers/Aaron Stone: Il protagonista
- David Lambert è Jason Landers/Terminus Mag: Il fratello di Charlie
- J. P. Manoux è S.T.A.N: Il robot di Charlie creato per proteggerlo
- Tania Gunadi è Emma Lau/Dark Tamara: L'amica di Charlie

### Secondari
- Martin Roach è T. Abner Hall: Il creatore del gioco
- Shauna MacDonald è Amanda Landers: È la madre di Charlie e di Jason

### Nemici
- Anthony J. Mifsud è Dr. Necros
- Steven Yaffee è Xero
- Xhemi Agaj è Helix
- Tom McCamus è Zefir
- Serain Boylan è Cerebella
- Michael Copeman è General Cross
- Kent Staines è Kronis

### Personaggi apparsi nella serie
- Sarah Gadon è Dr. Martin
- Chris Jericho è Billy "The Body Bag" Cobb
- Sally Taylor-Isherwood è Samantha
- Doug Murray è Daniel Landers
- Jacob Kraemer è Baxley
- John MacDonald è Dark Owl
- Ho Chow è Souljacker
- Dillon Casey è Dax
- James Binkley è The Beast
- Meaghan Rath è Tatianna
- Jeanne Goosen è Arkov